# ArchBang
ArchBang Linux jest prostą lekką dystrybucją Linuksa typu rolling release  opartą na minimalnej dystrybucji Arch Linux z menedżerem okien Openbox. ArchBang jest szczególnie odpowiedni do wysokiej wydajności na starym lub niskiej klasy sprzęcie z ograniczonymi zasobami. Celem ArchBang jest dostarczenie prostej, opartej na Archu dystrybucji Linuksa ze wstępnie skonfigurowanym pakietem pulpitu Openbox, zgodnym z zasadami Arch.
ArchBang został również zalecony jako metoda szybkiej instalacji dla osób, które mają doświadczenie w instalowaniu Arch Linux, ale chcą uniknąć bardziej wymagającej domyślnej instalacji Arch Linux podczas ponownej instalacji na innym komputerze. 

## Historia
Zainspirowany dystrybucją CrunchBang Linux (oparta na Debianie), ArchBang został pierwotnie opracowany i założony w wątku na forum opublikowanym na Forum CrunchBang  przez Willensky Aristide (aka. Will X TrEmE). Aristide chciał mieć rolling release z instalacją Openbox, z którą przyszedł Crunchbang. Arch Linux dostarczył lekki, konfigurowalny system rolling release, który był potrzebny jako podstawa pulpitu Openbox. Dzięki zachęcie i pomocy wielu członków społeczności CrunchBang oraz także dewelopera Pritam Dasgupta (aka. sHyLoCk) projekt zaczął przybierać formę. Celem było, aby Arch Linux wyglądał jak CrunchBang.  
Od 16 kwietnia 2012 r. nowym liderem projektu jest Stan McLaren.  

## Instalacja
ArchBang jest dostępny jako plik ISO x86-64 instalacji Live CD lub zainstalowany na dysku USB. Live CD ma na celu umożliwienie użytkownikowi przetestowania systemu operacyjnego przed instalacją. 
ArchBang jest wyposażony w zmodyfikowany graficzny skrypt instalacyjny Arch Linux do instalacji, a także zapewnia prosty, łatwy do naśladowania, krok-po-kroku przewodnik instalacji. 

## Odbiór
Jesse Smith zrecenzował ArchBang 2011 dla DistroWatch Weekly:

Obraz ISO ArchBang waży około 530 MB, a po pokazaniu nam menu rozruchowego, uruchamia się w środowisku Openbox w niecałą minutę. Domyślny pulpit jest ciemny, tło w większości czarne. Przełącznik zadań znajduje się u dołu ekranu, a panel Conky wyświetla informacje o zużyciu zasobów po prawej stronie wyświetlacza. Kliknięcie prawym przyciskiem myszy na pulpicie wywołuje menu, które pozwala nam uruchamiać aplikacje (w tym instalatora), zmieniać ustawienia lub wylogować się/wyłączyć komputer.

Smith recenzował także ArchBang 2013.09.01.
Whitson Gordon z Lifehacker napisał recenzję na temat ArchBang w 2011 roku:

ArchBang ma to wszystko, bez żmudnego procesu instalacji. ArchBang, podobnie jak większość innych dystrybucji Linuksa, przychodzi na Live CD. Wystarczy go uruchomić, a przechodzisz bezpośrednio na pulpit, z którego możesz wypróbować system lub zainstalować go bezpośrednio na komputerze. Instalacja jest w rzeczywistości bardzo podobna do Arch, tylko bez edycji pliku konfiguracyjnego, instalacji sterowników lub bólu związanego z uruchomieniem startx i widzeniem że nie stało się nic. Po prostu wybierasz dyski, naciskasz przycisk instalacji, a za pięć minut, gotowe. Oczywiście, możesz edytować pliki konfiguracyjne, jeśli chcesz – po prostu nie musisz.